# Concealing Fate
Concealing Fate è il primo EP del gruppo musicale britannico Tesseract, pubblicato il 12 ottobre 2010 dalla Century Media Records.

## Descrizione
Il disco contiene un unico brano suddiviso in sei sezioni distinte e si caratterizza per sonorità spiccatamente djent, pur presentando elementi atipici per il genere come i ritornelli melodici, l'uso estensivo dello slapping da parte del bassista Amos Williams e passaggi ambient.
La pubblicazione ha inoltre rappresentato la prima anteprima effettiva per l'album di debutto One, uscito l'anno seguente.

## Tracce
Testi di Daniel Tompkins, musiche di Acle Kahney e dei Tesseract.
1. Acceptance – 8:33
2. Deception – 5:22
3. The Impossible – 4:50
4. Perfection – 2:38
5. Epiphany – 1:29
6. Origin – 4:44

## Formazione
Hanno partecipato alle registrazioni, secondo le note di copertina:
Gruppo
- Acle Kahney – chitarra
- Amos Williams – basso
- Daniel Tompkins – voce
- Jamie Postones – batteria
- James Monteith – chitarra

Produzione
- Acle Kahney – produzione, ingegneria del suono, montaggio, missaggio
- Amos Williams – produzione, ingegneria del suono, montaggio, missaggio
- Andy "Hippy" Baldwin – mastering